# Світова чемпіонська серія Вірджинії Слімс 1983

Світова чемпіонська серія Вірджинії Слімс 1983 року була 13-м сезоном від створення Жіночої тенісної асоціації, тривала з січня 1983 до березня 1984 року та містила 64 турніри.
Світова чемпіонська серія Вірджинії Слімс замінила тури WTA з 1983 до 1987 років, охоплювала елітні турніри колишніх Toyota Series і Avon Series, у тому числі чотири турніри Великого шолома.

## Графік
Нижче наведено повний розклад турнірів сезону, включаючи перелік тенісистів, які дійшли на турнірах щонайменше до чвертьфіналу.
Позначення
| Турніри Великого шолома |
| Фінал WTA               |
| Категорія 4             |
| Категорія 3             |
| Категорія 2             |
| Категорія 1+ та 1       |
| Командні змагання       |

### Січень
| Тиждень  | Турнір | Чемпіонки                                     | Фіналістки                    | Півфіналістки                  | Чвертьфіналістки                                              |
| -------- | --- | --------------------------------------------- | ----------------------------- | ------------------------------ | ------------------------------------------------------------- |
| 3 січня  | Virginia Slims of Washington Washington, D.C., U.S. Категорія 3 $150,000 – Килим (i) – 32S/16D Одиночний розряд – Парний розряд | Мартіна Навратілова 6–1, 6–1                  | Сільвія Ганіка                | Мері-Лу Деніелс Андреа Єйгер   | Гелена Сукова Барбара Поттер Гана Мандлікова Джоанн Расселл   |
| 3 січня  | Virginia Slims of Washington Washington, D.C., U.S. Категорія 3 $150,000 – Килим (i) – 32S/16D Одиночний розряд – Парний розряд | Мартіна Навратілова Пем Шрайвер 4–6, 7–5, 6–3 | Кеті Джордан Енн Сміт         | Мері-Лу Деніелс Андреа Єйгер   | Гелена Сукова Барбара Поттер Гана Мандлікова Джоанн Расселл   |
| 10 січня | Virginia Slims of Houston Х'юстон, U.S. Категорія 3 $150,000 – Килим (i) – 32S/16D/32Q Одиночний розряд – Парний розряд         | Мартіна Навратілова 6–3, 7–6(7–5)             | Сільвія Ганіка                | Трейсі Остін Ева Пфафф         | Беттіна Бюнге Енн Сміт Пем Шрайвер Зіна Гаррісон              |
| 10 січня | Virginia Slims of Houston Х'юстон, U.S. Категорія 3 $150,000 – Килим (i) – 32S/16D/32Q Одиночний розряд – Парний розряд         | Мартіна Навратілова Пем Шрайвер 6–4, 6–3      | Джо Дьюрі Барбара Поттер      | Трейсі Остін Ева Пфафф         | Беттіна Бюнге Енн Сміт Пем Шрайвер Зіна Гаррісон              |
| 24 січня | Avon Cup Марко-Айленд (Флорида), U.S. Категорія 2 $100,000 – Ґрунт – 56S/28D Одиночний розряд – Парний розряд                   | Андреа Єйгер 6–1, 6–3                         | Гана Мандлікова               | Андреа Темешварі Мішелл Торрес | Діанне Фромгольтц Вірджинія Рузіч Зіна Гаррісон Кеті Ріналді  |
| 24 січня | Avon Cup Марко-Айленд (Флорида), U.S. Категорія 2 $100,000 – Ґрунт – 56S/28D Одиночний розряд – Парний розряд                   | Андреа Єйгер Мері-Лу Деніелс 7–5, 6–4         | Розмарі Касалс Венді Тернбулл | Андреа Темешварі Мішелл Торрес | Діанне Фромгольтц Вірджинія Рузіч Зіна Гаррісон Кеті Ріналді  |
| 31 січня | Murjani Cup Палм-Біч-Ґарденс, U.S. Категорія 3 $150,000 – Ґрунт – 56S/32D Одиночний розряд – Парний розряд                      | Кріс Еверт 6–3, 6–3                           | Андреа Єйгер                  | Венді Тернбулл Гана Мандлікова | Андреа Темешварі Іва Бударжова Розалін Феербенк Зіна Гаррісон |
| 31 січня | Murjani Cup Палм-Біч-Ґарденс, U.S. Категорія 3 $150,000 – Ґрунт – 56S/32D Одиночний розряд – Парний розряд                      | Барбара Поттер Шерон Волш 6–4, 4–6, 6–2       | Кеті Джордан Пола Сміт        | Венді Тернбулл Гана Мандлікова | Андреа Темешварі Іва Бударжова Розалін Феербенк Зіна Гаррісон |

### Лютий
| Тиждень   | Турнір | Чемпіонки                                                | Фіналістки                      | Півфіналістки                   | Чвертьфіналістки                                              |
| --------- | --- | -------------------------------------------------------- | ------------------------------- | ------------------------------- | ------------------------------------------------------------- |
| 7 лютого  | Virginia Slims of Indianapolis Індіанаполіс, U.S. Ginny Circuit – Категорія 1+ $50,000 – Тверде (i) – 32S/16D/64Q Одиночний розряд – Парний розряд    | Енн Гоббс 6–4, 6–7, 6–4                                  | Джинні Перді                    | Івонн Вермак Іва Бударжова      | Кенді Рейнолдс Крістіан Жоліссен Катаріна Ліндквіст Пінат Луї |
| 7 лютого  | Virginia Slims of Indianapolis Індіанаполіс, U.S. Ginny Circuit – Категорія 1+ $50,000 – Тверде (i) – 32S/16D/64Q Одиночний розряд – Парний розряд    | Лі Антонопліс Барбара Джордан (тенісистка) 5–7, 6–4, 7–5 | Розалін Феербенк Кенді Рейнолдс | Івонн Вермак Іва Бударжова      | Кенді Рейнолдс Крістіан Жоліссен Катаріна Ліндквіст Пінат Луї |
| 14 лютого | Virginia Slims of Chicago Чикаго, U.S. Категорія 3 $150,000 – Килим (i) – 32S/16D Одиночний розряд – Парний розряд                                    | Мартіна Навратілова 6–3, 6–2                             | Андреа Єйгер                    | Пем Шрайвер Трейсі Остін        | Марселла Мескер Беттіна Бюнге Венді Тернбулл Ева Пфафф        |
| 14 лютого | Virginia Slims of Chicago Чикаго, U.S. Категорія 3 $150,000 – Килим (i) – 32S/16D Одиночний розряд – Парний розряд                                    | Мартіна Навратілова Пем Шрайвер 6–1, 6–2                 | Кеті Джордан Енн Сміт           | Пем Шрайвер Трейсі Остін        | Марселла Мескер Беттіна Бюнге Венді Тернбулл Ева Пфафф        |
| 14 лютого | Virginia Slims of Pennsylvania Герші (Пенсільванія), U.S. Ginny Circuit – Категорія 1+ $50,000 – Килим (i) – 32S/16D Одиночний розряд – Парний розряд | Карлінг Бассетт-Сегусо 2–6, 6–0, 6–4                     | Сенді Коллінз                   | Енн Вайт Джулі Гаррінгтон       | Катрін Єкселл Беверлі Моулд Пінат Луї Лі Антонопліс           |
| 14 лютого | Virginia Slims of Pennsylvania Герші (Пенсільванія), U.S. Ginny Circuit – Категорія 1+ $50,000 – Килим (i) – 32S/16D Одиночний розряд – Парний розряд | Беверлі Моулд Елізабет Смайлі 7–6, 4–6, 7–5              | Розалін Феербенк С'юзен Лео     | Енн Вайт Джулі Гаррінгтон       | Катрін Єкселл Беверлі Моулд Пінат Луї Лі Антонопліс           |
| 21 лютого | Ridgewood Open Риджвуд (Нью-Джерсі), NJ, U.S. Ginny Circuit – Категорія 1+ $50,000 – Килим (i) – 32S/16D Одиночний розряд – Парний розряд             | Алісія Молтон 6–4, 6–2                                   | Катрін Єкселл                   | Лаура Аррая Марселла Мескер     | Корінн Ваньє С'юзен Лео Лена Сандін Петра Делес               |
| 21 лютого | Ridgewood Open Риджвуд (Нью-Джерсі), NJ, U.S. Ginny Circuit – Категорія 1+ $50,000 – Килим (i) – 32S/16D Одиночний розряд – Парний розряд             | Лі Антонопліс Барбара Джордан (тенісистка) 6–3, 6–4      | Шеррі Екер Енн Генрікссон       | Лаура Аррая Марселла Мескер     | Корінн Ваньє С'юзен Лео Лена Сандін Петра Делес               |
| 21 лютого | Virginia Slims of California Окленд (Каліфорнія), U.S. Категорія 3 $150,000 – Килим (i) – 32S/16D Одиночний розряд – Парний розряд                    | Беттіна Бюнге 6–3, 6–3                                   | Сільвія Ганіка                  | Андреа Темешварі Венді Тернбулл | Трейсі Остін Клаудія Коде-Кільш Енн Сміт Пем Шрайвер          |
| 21 лютого | Virginia Slims of California Окленд (Каліфорнія), U.S. Категорія 3 $150,000 – Килим (i) – 32S/16D Одиночний розряд – Парний розряд                    | Клаудія Коде-Кільш Ева Пфафф 6–4, 4–6, 6–4               | Розмарі Касалс Венді Тернбулл   | Андреа Темешварі Венді Тернбулл | Трейсі Остін Клаудія Коде-Кільш Енн Сміт Пем Шрайвер          |
| 28 лютого | WTA Congoleum Classic Палм-Спрінгз, U.S. Категорія 1 $50,000 – Тверде – 32S/16D Одиночний розряд – Парний розряд                                      | Івонн Вермак 6–3, 7–5                                    | Карлінг Бассетт-Сегусо          | Кеті Джордан Мішелл Торрес      | Гана Мандлікова Кеті Ріналді Венді Вайт Сільвія Ганіка        |
| 28 лютого | WTA Congoleum Classic Палм-Спрінгз, U.S. Категорія 1 $50,000 – Тверде – 32S/16D Одиночний розряд – Парний розряд                                      | Кеті Джордан Енн Кійомура 6–2, 6–4                       | Діанне Фромгольтц Бетті Стеве   | Кеті Джордан Мішелл Торрес      | Гана Мандлікова Кеті Ріналді Венді Вайт Сільвія Ганіка        |
| 28 лютого | Virginia Slims of Nashville Нашвілл, U.S. Ginny Circuit – Категорія 1+ $50,000 – Килим (i) – 32S/16D Одиночний розряд – Парний розряд                 | Кетлін Горват 6–4, 6–3                                   | Марцела Скугерська              | Шеррі Екер Патрісія Гай-Буле    | Іва Бударжова Vicki Nelson Dunbar Кім Сендс Дженні Клітч      |
| 28 лютого | Virginia Slims of Nashville Нашвілл, U.S. Ginny Circuit – Категорія 1+ $50,000 – Килим (i) – 32S/16D Одиночний розряд – Парний розряд                 | Розалін Феербенк Кенді Рейнолдс 6–4, 7–6                 | Алісія Молтон Пола Сміт         | Шеррі Екер Патрісія Гай-Буле    | Іва Бударжова Vicki Nelson Dunbar Кім Сендс Дженні Клітч      |

### Березень
| Тиждень    | Турнір | Чемпіонки                                | Фіналістки                    | Півфіналістки                                        | Чвертьфіналістки |
| ---------- | --- | ---------------------------------------- | ----------------------------- | ---------------------------------------------------- | --- |
| 7 березня  | Virginia Slims of Dallas Даллас, U.S. Категорія 3 $150,000 – Килим (i) – 32S/16D Одиночний розряд – Парний розряд                         | Мартіна Навратілова 6–4, 6–0             | Кріс Еверт                    | Беттіна Бюнге Пем Шрайвер                            | Гана Мандлікова Венді Тернбулл Джо Дьюрі Сільвія Ганіка                                                                                 |
| 7 березня  | Virginia Slims of Dallas Даллас, U.S. Категорія 3 $150,000 – Килим (i) – 32S/16D Одиночний розряд – Парний розряд                         | Мартіна Навратілова Пем Шрайвер 6–3, 6–2 | Розмарі Касалс Венді Тернбулл | Беттіна Бюнге Пем Шрайвер                            | Гана Мандлікова Венді Тернбулл Джо Дьюрі Сільвія Ганіка                                                                                 |
| 7 березня  | Pittsburgh Open Піттсбург, Pennsylvania, U.S. Ginny Circuit – Категорія 1+ $50,000 – Килим (i) – 32S/16D Одиночний розряд – Парний розряд | Джинні Перді 6–2, 7–5                    | Клаудія Монтейру              | Бетсі Нагелсен Емі Голтон                            | Пілар Васкес Гретхен Раш Бет Нортон Кенді Рейнолдс                                                                                      |
| 7 березня  | Pittsburgh Open Піттсбург, Pennsylvania, U.S. Ginny Circuit – Категорія 1+ $50,000 – Килим (i) – 32S/16D Одиночний розряд – Парний розряд | Кенді Рейнолдс Пола Сміт 6–3, 6–2        | Івона Кучиньська Трей Льюїс   | Бетсі Нагелсен Емі Голтон                            | Пілар Васкес Гретхен Раш Бет Нортон Кенді Рейнолдс                                                                                      |
| 14 березня | Virginia Slims of Boston Бостон, U.S. Категорія 3 $150,000 – Килим (i) – 32S/16D Одиночний розряд – Парний розряд                         | Венді Тернбулл 4–6, 3–6, 6–4             | Сільвія Ганіка                | Біллі Джин Кінг Трейсі Остін                         | Кетлін Горват Венді Вайт Барбара Поттер Бетсі Нагелсен                                                                                  |
| 14 березня | Virginia Slims of Boston Бостон, U.S. Категорія 3 $150,000 – Килим (i) – 32S/16D Одиночний розряд – Парний розряд                         | Джо Дьюрі Енн Кійомура 6–1, 6–2          | Кеті Джордан Енн Сміт         | Біллі Джин Кінг Трейсі Остін                         | Кетлін Горват Венді Вайт Барбара Поттер Бетсі Нагелсен                                                                                  |
| 21 березня | Virginia Slims Championships New York City, U.S. $350,000 – Килим (i) – 16S/6D Одиночний розряд – Парний розряд                           | Мартіна Навратілова 6–2, 6–0             | Кріс Еверт                    | Біллі Джин Кінг Сільвія Ганіка                       | Пем Шрайвер Трейсі Остін Барбара Поттер Беттіна Бюнге                                                                                   |
| 21 березня | Virginia Slims Championships New York City, U.S. $350,000 – Килим (i) – 16S/6D Одиночний розряд – Парний розряд                           | Мартіна Навратілова Пем Шрайвер 7–5, 6–2 | Клаудія Коде-Кільш Ева Пфафф  | Біллі Джин Кінг Сільвія Ганіка                       | Пем Шрайвер Трейсі Остін Барбара Поттер Беттіна Бюнге                                                                                   |
| 28 березня | Bridgestone Doubles Championships Tokyo, Японія $150,000 – Килим (i) – 8D Парний розряд                                                   | Біллі Джин Кінг Шерон Волш 6–1, 6–1      | Кеті Джордан Енн Сміт         | Енн Кійомура / Пола Сміт Леслі Аллен / Міма Яушовець | Лі Антонопліс / Барбара Джордан (тенісистка) Енн Гоббс / С'юзен Лео Патрісія Медрадо / Клаудія Монтейру Розмарі Касалс / Венді Тернбулл |

### Квітень
| Тиждень   | Турнір | Чемпіонки                                    | Фіналістки                      | Півфіналістки                  | Чвертьфіналістки                                                |
| --------- | --- | -------------------------------------------- | ------------------------------- | ------------------------------ | --------------------------------------------------------------- |
| 4 квітня  | Family Circle Cup Гілтон-Гед-Айленд (Південна Кароліна), U.S. Категорія 4 $200,000 – Ґрунт – 56S/32D Одиночний розряд – Парний розряд | Мартіна Навратілова 5–7, 6–1, 6–0            | Трейсі Остін                    | Беттіна Бюнге Андреа Єйгер     | Андреа Темешварі Сільвія Ганіка Мануела Малеєва Вірджинія Рузіч |
| 4 квітня  | Family Circle Cup Гілтон-Гед-Айленд (Південна Кароліна), U.S. Категорія 4 $200,000 – Ґрунт – 56S/32D Одиночний розряд – Парний розряд | Мартіна Навратілова Кенді Рейнолдс 7–5, 6–2  | Андреа Єйгер Пола Сміт          | Беттіна Бюнге Андреа Єйгер     | Андреа Темешварі Сільвія Ганіка Мануела Малеєва Вірджинія Рузіч |
| 11 квітня | Murjani WTA Championships Амелія (острів), U.S. Категорія 4 $250,000 – Ґрунт – 56S/32D Одиночний розряд – Парний розряд               | Кріс Еверт 6–3, 2–6, 7–5                     | Карлінг Бассетт-Сегусо          | Гана Мандлікова Кеті Ріналді   | Сільвія Ганіка Мішелл Торрес Беттіна Бюнге Раффаелла Реджі      |
| 11 квітня | Murjani WTA Championships Амелія (острів), U.S. Категорія 4 $250,000 – Ґрунт – 56S/32D Одиночний розряд – Парний розряд               | Розалін Феербенк Кенді Рейнолдс 6–4, 6–2     | Гана Мандлікова Вірджинія Рузіч | Гана Мандлікова Кеті Ріналді   | Сільвія Ганіка Мішелл Торрес Беттіна Бюнге Раффаелла Реджі      |
| 18 квітня | United Airlines Tournament of Champions Орландо, U.S. Категорія 4 $200,000 – Ґрунт – 22S/8D Одиночний розряд – Парний розряд          | Мартіна Навратілова 6–1, 7–5                 | Андреа Єйгер                    | Гана Мандлікова Венді Тернбулл | Івонн Вермак Біллі Джин Кінг Барбара Поттер Вірджинія Рузіч     |
| 18 квітня | United Airlines Tournament of Champions Орландо, U.S. Категорія 4 $200,000 – Ґрунт – 22S/8D Одиночний розряд – Парний розряд          | Біллі Джин Кінг Енн Сміт 6–3, 1–6, 7–6(11–9) | Мартіна Навратілова Пем Шрайвер | Гана Мандлікова Венді Тернбулл | Івонн Вермак Біллі Джин Кінг Барбара Поттер Вірджинія Рузіч     |
| 25 квітня | Virginia Slims of Atlanta Атланта, U.S. Категорія 3 $150,000 – Тверде – 32S/16D Одиночний розряд – Парний розряд                      | Пем Шрайвер 6–2, 6–0                         | Кеті Джордан                    | Енн Вайт Венді Тернбулл        | Леле Форуд Кім Стейнмец Енн Сміт Андреа Леанд                   |
| 25 квітня | Virginia Slims of Atlanta Атланта, U.S. Категорія 3 $150,000 – Тверде – 32S/16D Одиночний розряд – Парний розряд                      | Алісія Молтон Шерон Волш 6–3, 7–6            | Розмарі Касалс Венді Тернбулл   | Енн Вайт Венді Тернбулл        | Леле Форуд Кім Стейнмец Енн Сміт Андреа Леанд                   |

### Травень
| Тиждень   | Турнір | Чемпіонки                                                             | Фіналістки                                                            | Півфіналістки              | Чвертьфіналістки                                           |
| --------- | --- | --------------------------------------------------------------------- | --------------------------------------------------------------------- | -------------------------- | ---------------------------------------------------------- |
| 2 травня  | Internazionali d'Italia Перуджа, Італія Категорія 3 $150,000 – Ґрунт – 56S/32D Одиночний розряд – Парний розряд                                                 | Андреа Темешварі 6–1, 6–0                                             | Бонні Гадушек                                                         | Кетлін Горват Кеті Ріналді | Крістіан Жоліссен Джо Дьюрі Гелена Сукова Лаура Аррая      |
| 2 травня  | Internazionali d'Italia Перуджа, Італія Категорія 3 $150,000 – Ґрунт – 56S/32D Одиночний розряд – Парний розряд                                                 | Вірджинія Рузіч Вірджинія Вейд 6–3, 2–6, 6–1                          | Іванна Мадруга Катрін Танв'є                                          | Кетлін Горват Кеті Ріналді | Крістіан Жоліссен Джо Дьюрі Гелена Сукова Лаура Аррая      |
| 9 травня  | WTA Swiss Open Лугано, Швейцарія Категорія 2 $100,000 – Ґрунт – 64S/32D Одиночний розряд – Парний розряд                                                        | The singles event was cancelled after the third round due to rain.[A] | The singles event was cancelled after the third round due to rain.[A] |                            |                                                            |
| 9 травня  | WTA Swiss Open Лугано, Швейцарія Категорія 2 $100,000 – Ґрунт – 64S/32D Одиночний розряд – Парний розряд                                                        | Крістіан Жоліссен Марселла Мескер 6–2, 3–6, 7–5                       | Петра Делес Патрісія Медрадо                                          |                            |                                                            |
| 16 травня | WTA German Open Berlin, Німеччина Категорія 3 $150,000 – Ґрунт – 56S/29D Одиночний розряд – Парний розряд                                                       | Кріс Еверт 6–4, 7–6(7–3)                                              | Кетлін Горват                                                         | Гелена Сукова Андреа Єйгер | Пем Кеселі Сільвія Ганіка Беттіна Бюнге Клаудія Коде-Кільш |
| 16 травня | WTA German Open Berlin, Німеччина Категорія 3 $150,000 – Ґрунт – 56S/29D Одиночний розряд – Парний розряд                                                       | Джо Дьюрі Енн Гоббс 6–4, 7–6(7–2)                                     | Клаудія Коде-Кільш Ева Пфафф                                          | Гелена Сукова Андреа Єйгер | Пем Кеселі Сільвія Ганіка Беттіна Бюнге Клаудія Коде-Кільш |
| 23 травня | Відкритий чемпіонат Франції з тенісу Paris, Франція Великий шолом $625,000 – Ґрунт – 128S/64Q/64D/48X Одиночний розряд – Парний розряд – Змішаний парний розряд | Кріс Еверт 6–1, 6–2                                                   | Міма Яушовець                                                         | Джо Дьюрі Андреа Єйгер     | Кетлін Горват Трейсі Остін Гретхен Раш Гана Мандлікова     |
| 23 травня | Відкритий чемпіонат Франції з тенісу Paris, Франція Великий шолом $625,000 – Ґрунт – 128S/64Q/64D/48X Одиночний розряд – Парний розряд – Змішаний парний розряд | Розалін Феербенк Кенді Рейнолдс 5–7, 7–5, 6–3                         | Кеті Джордан Енн Сміт                                                 | Джо Дьюрі Андреа Єйгер     | Кетлін Горват Трейсі Остін Гретхен Раш Гана Мандлікова     |
| 23 травня | Відкритий чемпіонат Франції з тенісу Paris, Франція Великий шолом $625,000 – Ґрунт – 128S/64Q/64D/48X Одиночний розряд – Парний розряд – Змішаний парний розряд | Барбара Джордан (тенісистка) Еліот Телчер 6–2, 6–3                    | Леслі Аллен Чарлз Базз Строд                                          | Джо Дьюрі Андреа Єйгер     | Кетлін Горват Трейсі Остін Гретхен Раш Гана Мандлікова     |

### Червень
| Тиждень   | Турнір | Чемпіонки                                         | Фіналістки                    | Півфіналістки                | Чвертьфіналістки                                            |
| --------- | --- | ------------------------------------------------- | ----------------------------- | ---------------------------- | ----------------------------------------------------------- |
| 6 червня  | Edgbaston Cup Бірмінгем, Велика Британія Категорія 2 $100,000 – Трава – 56S/32D Одиночний розряд – Парний розряд                                         | Біллі Джин Кінг 6–3, 7–5                          | Алісія Молтон                 | Енн Вайт Зіна Гаррісон       | Елізабет Смайлі Івонн Вермак Ненсі Їрджин Шерон Волш        |
| 6 червня  | Edgbaston Cup Бірмінгем, Велика Британія Категорія 2 $100,000 – Трава – 56S/32D Одиночний розряд – Парний розряд                                         | Біллі Джин Кінг Шерон Волш 5–7, 6–4, 7–5          | Беверлі Моулд Елізабет Смайлі | Енн Вайт Зіна Гаррісон       | Елізабет Смайлі Івонн Вермак Ненсі Їрджин Шерон Волш        |
| 13 червня | BMW Championships Істборн, Велика Британія Категорія 3 $150,000 – Трава – 64S/32D Одиночний розряд – Парний розряд                                       | Мартіна Навратілова 6–1, 6–1                      | Венді Тернбулл                | Зіна Гаррісон Трейсі Остін   | Джо Дьюрі Беттіна Бюнге Бет Герр Андреа Єйгер               |
| 13 червня | BMW Championships Істборн, Велика Британія Категорія 3 $150,000 – Трава – 64S/32D Одиночний розряд – Парний розряд                                       | Мартіна Навратілова Пем Шрайвер 6–1, 6–0          | Джо Дьюрі Енн Гоббс           | Зіна Гаррісон Трейсі Остін   | Джо Дьюрі Беттіна Бюнге Бет Герр Андреа Єйгер               |
| 20 червня | Вімблдонський турнір London, Велика Британія Великий шолом $670,000 – Трава – 128S/64Q/56D/56X Одиночний розряд – Парний розряд – Змішаний парний розряд | Мартіна Навратілова 6–0, 6–3                      | Андреа Єйгер                  | Івонн Вермак Біллі Джин Кінг | Дженніфер Мундел Вірджинія Вейд Барбара Поттер Кеті Джордан |
| 20 червня | Вімблдонський турнір London, Велика Британія Великий шолом $670,000 – Трава – 128S/64Q/56D/56X Одиночний розряд – Парний розряд – Змішаний парний розряд | Мартіна Навратілова Пем Шрайвер 6–2, 6–2          | Розмарі Касалс Венді Тернбулл | Івонн Вермак Біллі Джин Кінг | Дженніфер Мундел Вірджинія Вейд Барбара Поттер Кеті Джордан |
| 20 червня | Вімблдонський турнір London, Велика Британія Великий шолом $670,000 – Трава – 128S/64Q/56D/56X Одиночний розряд – Парний розряд – Змішаний парний розряд | Венді Тернбулл Джон Ллойд 6–7(5–7), 7–6(7–5), 7–5 | Біллі Джин Кінг Стів Дентон   | Івонн Вермак Біллі Джин Кінг | Дженніфер Мундел Вірджинія Вейд Барбара Поттер Кеті Джордан |

### Липень
| Тиждень  | Турнір | Чемпіонки                                 | Фіналістки                                     | Півфіналістки                         | Чвертьфіналістки                                             |
| -------- | --- | ----------------------------------------- | ---------------------------------------------- | ------------------------------------- | ------------------------------------------------------------ |
| 4 липня  | Fila Europa Cup Гамбург, Німеччина Категорія 2 $100,000 – Ґрунт – 32S/16D Одиночний розряд – Парний розряд                                     | Андреа Темешварі 6–4, 6–2                 | Ева Пфафф                                      | Петра Губер Іванна Мадруга            | Бет Герр Лаура Аррая Петра Джош-Деліс Клаудія Коде-Кільш     |
| 4 липня  | Fila Europa Cup Гамбург, Німеччина Категорія 2 $100,000 – Ґрунт – 32S/16D Одиночний розряд – Парний розряд                                     | Беттіна Бюнге Клаудія Коде-Кільш 7–5, 6–4 | Іванна Мадруга Катрін Танв'є                   | Петра Губер Іванна Мадруга            | Бет Герр Лаура Аррая Петра Джош-Деліс Клаудія Коде-Кільш     |
| 11 липня | Virginia Slims Hall of Fame Classic Ньюпорт (Род-Айленд), RI, U.S. Категорія 2 $100,000 – Трава – 32S/16D/16Q Одиночний розряд – Парний розряд | Алісія Молтон 6–3, 6–2                    | Kim Shaefer                                    | Пем Шрайвер Террі Голледей            | Луїс Аллен Шеррі Екер Тіна Мочідзукі Анна-Марія Фернандес    |
| 11 липня | Virginia Slims Hall of Fame Classic Ньюпорт (Род-Айленд), RI, U.S. Категорія 2 $100,000 – Трава – 32S/16D/16Q Одиночний розряд – Парний розряд | Барбара Поттер Пем Шрайвер 6–3, 6–1       | Барбара Джордан (тенісистка) Елізабет Смайлі   | Пем Шрайвер Террі Голледей            | Луїс Аллен Шеррі Екер Тіна Мочідзукі Анна-Марія Фернандес    |
| 11 липня | Freiburg Open Фрайбург, Німеччина Non-tour event $50,000 – Ґрунт – 32S/16D Одиночний розряд – Парний розряд                                    | Катрін Танв'є 6–4, 7–5                    | Лаура Аррая                                    | Штеффі Граф Іванна Мадруга            | Пілар Васкес Pat Medrado Рената Томанова Маріе Пінтерова     |
| 11 липня | Freiburg Open Фрайбург, Німеччина Non-tour event $50,000 – Ґрунт – 32S/16D Одиночний розряд – Парний розряд                                    | Беттіна Бюнге Ева Пфафф 6–1, 6–2          | Іванна Мадруга Емілсе Лонго                    | Штеффі Граф Іванна Мадруга            | Пілар Васкес Pat Medrado Рената Томанова Маріе Пінтерова     |
| 18 липня | Federation Cup Цюрих, Швейцарія Team event Ґрунт                                                                                               | Чехословаччина · 2–1                      | Федеративна Республіка Німеччина (1949—1990) · | Сполучені Штати Америки · Швейцарія · | Югославія · Аргентина · Австралія · Велика Британія          |
| 18 липня | Head Cup Кіцбюель, Австрія Non-tour event $50,000 – Ґрунт – 32S/16D Одиночний розряд – Парний розряд                                           | Паскаль Параді 3–6, 6–3, 6–2              | Петра Губер                                    | Лена Сандін Дана Гілберт              | Nathalie Phan-Thanh Сью Баркер Джоанн Расселл Івона Бржакова |
| 18 липня | Head Cup Кіцбюель, Австрія Non-tour event $50,000 – Ґрунт – 32S/16D Одиночний розряд – Парний розряд                                           | Chris Newton Пем Вайткросс 2–6, 6–4, 7–6  | Наталі Ерреман Паскаль Параді                  | Лена Сандін Дана Гілберт              | Nathalie Phan-Thanh Сью Баркер Джоанн Расселл Івона Бржакова |

### Серпень
| Тиждень   | Турнір | Чемпіонки                                     | Фіналістки                      | Півфіналістки                   | Чвертьфіналістки                                             |
| --------- | --- | --------------------------------------------- | ------------------------------- | ------------------------------- | ------------------------------------------------------------ |
| 1 серпня  | U.S. Clay Court Championships Індіанаполіс, U.S. Категорія 4 $200,000 – Ґрунт – 56S/32D Одиночний розряд – Парний розряд                                           | Андреа Темешварі 6–2, 6–2                     | Зіна Гаррісон                   | Вірджинія Рузіч Кеті Ріналді    | Кетлін Горват Бонні Гадушек Іванна Мадруга Мануела Малеєва   |
| 1 серпня  | U.S. Clay Court Championships Індіанаполіс, U.S. Категорія 4 $200,000 – Ґрунт – 56S/32D Одиночний розряд – Парний розряд                                           | Кетлін Горват Вірджинія Рузіч 7–5, 6–4        | Джиджі Фернандес Бет Герр       | Вірджинія Рузіч Кеті Ріналді    | Кетлін Горват Бонні Гадушек Іванна Мадруга Мануела Малеєва   |
| 8 серпня  | Virginia Slims of Los Angeles Лос-Анджелес, U.S. Категорія 3 $150,000 – Тверде – 56S/32D Одиночний розряд – Парний розряд                                          | Мартіна Навратілова 6–1, 6–3                  | Кріс Еверт                      | Пем Шрайвер Кейт Летем          | Венді Вайт Алісія Молтон Еліз Берджін Джо Дьюрі              |
| 8 серпня  | Virginia Slims of Los Angeles Лос-Анджелес, U.S. Категорія 3 $150,000 – Тверде – 56S/32D Одиночний розряд – Парний розряд                                          | Мартіна Навратілова Пем Шрайвер 6–1, 6–0      | Бетсі Нагелсен Вірджинія Рузіч  | Пем Шрайвер Кейт Летем          | Венді Вайт Алісія Молтон Еліз Берджін Джо Дьюрі              |
| 15 серпня | Player's Canadian Open Торонто, Ontario, Канада Категорія 4 $200,000 – Тверде – 56S/32D/32Q Одиночний розряд – Парний розряд                                       | Мартіна Навратілова 6–4, 4–6, 6–1             | Кріс Еверт                      | Гана Мандлікова Еліз Берджін    | Кетлін Горват Андреа Єйгер Кеті Джордан Клаудія Коде-Кільш   |
| 15 серпня | Player's Canadian Open Торонто, Ontario, Канада Категорія 4 $200,000 – Тверде – 56S/32D/32Q Одиночний розряд – Парний розряд                                       | Енн Гоббс Андреа Єйгер 6–4, 5–7, 7–5          | Розалін Феербенк Кенді Рейнолдс | Гана Мандлікова Еліз Берджін    | Кетлін Горват Андреа Єйгер Кеті Джордан Клаудія Коде-Кільш   |
| 22 серпня | Virginia Slims of New Jersey Мава (Нью-Джерсі), U.S. Категорія 2 $125,000 – Тверде – 56S/32D Одиночний розряд – Парний розряд                                      | Джо Дьюрі 2–6, 7–5, 6–4                       | Гана Мандлікова                 | Барбара Поттер Камілл Бенджамін | Гелена Сукова Іва Бударжова Розалін Феербенк Вірджинія Рузіч |
| 22 серпня | Virginia Slims of New Jersey Мава (Нью-Джерсі), U.S. Категорія 2 $125,000 – Тверде – 56S/32D Одиночний розряд – Парний розряд                                      | Джо Дьюрі Шерон Волш 4–6, 7–5, 6–3            | Розалін Феербенк Кенді Рейнолдс | Барбара Поттер Камілл Бенджамін | Гелена Сукова Іва Бударжова Розалін Феербенк Вірджинія Рузіч |
| 29 серпня | Відкритий чемпіонат США з тенісу Флашинг-Медоуз, U.S. Великий шолом $800,000 – Тверде – 128S/64Q/64D/32X Одиночний розряд – Парний розряд – Змішаний парний розряд | Мартіна Навратілова 6–1, 6–3                  | Кріс Еверт                      | Пем Шрайвер Джо Дьюрі           | Сільвія Ганіка Андреа Єйгер Іванна Мадруга Гана Мандлікова   |
| 29 серпня | Відкритий чемпіонат США з тенісу Флашинг-Медоуз, U.S. Великий шолом $800,000 – Тверде – 128S/64Q/64D/32X Одиночний розряд – Парний розряд – Змішаний парний розряд | Мартіна Навратілова Пем Шрайвер 6–7, 6–1, 6–3 | Розалін Феербенк Кенді Рейнолдс | Пем Шрайвер Джо Дьюрі           | Сільвія Ганіка Андреа Єйгер Іванна Мадруга Гана Мандлікова   |
| 29 серпня | Відкритий чемпіонат США з тенісу Флашинг-Медоуз, U.S. Великий шолом $800,000 – Тверде – 128S/64Q/64D/32X Одиночний розряд – Парний розряд – Змішаний парний розряд | Елізабет Смайлі Джон Фіцджералд 3–6, 6–3, 6–4 | Барбара Поттер Ферді Тейган     | Пем Шрайвер Джо Дьюрі           | Сільвія Ганіка Андреа Єйгер Іванна Мадруга Гана Мандлікова   |

### Вересень
| Тиждень    | Турнір | Чемпіонки                                          | Фіналістки                   | Півфіналістки               | Чвертьфіналістки                                                  |
| ---------- | --- | -------------------------------------------------- | ---------------------------- | --------------------------- | ----------------------------------------------------------------- |
| 12 вересня | Queen's Grand Prix Tokyo, Японія Категорія 3 $175,000 – Килим (i) – 28S Одиночний розряд                                                     | Ліса Бондер 6–2, 5–7, 6–1                          | Андреа Єйгер                 | Кетлін Горват Алісія Молтон | Бет Герр Енн Гоббс Лей-Енн Томпсон Вікі Нелсон                    |
| 12 вересня | Virginia Slims of Utah Солт-Лейк-Сіті, UT, U.S. Ginny Circuit – Категорія 1+ $50,000 – Тверде – 32S/16D Одиночний розряд – Парний розряд     | Івонн Вермак 6–2, 0–6, 7–5                         | Феліча Раск'яторе            | Пола Сміт Ліліан Дрешер     | Сара Гомер Кейт Летем Елізабет Мінтер Клаудія Монтейру            |
| 12 вересня | Virginia Slims of Utah Солт-Лейк-Сіті, UT, U.S. Ginny Circuit – Категорія 1+ $50,000 – Тверде – 32S/16D Одиночний розряд – Парний розряд     | Клаудія Монтейру Івонн Вермак 6–1, 3–6, 6–4        | Аманда Браун Brenda Remilton | Пола Сміт Ліліан Дрешер     | Сара Гомер Кейт Летем Елізабет Мінтер Клаудія Монтейру            |
| 19 вересня | Central Fidelity Banks International Ричмонд (Вірджинія), U.S. Категорія 3 $150,000 – Килим (i) – 32S/16D Одиночний розряд – Парний розряд   | Розалін Феербенк 6–4, 5–7, 6–4                     | Кеті Джордан                 | Барбара Поттер Венді Вайт   | Мері-Лу Деніелс Кім Сендс Бонні Гадушек Камілл Бенджамін          |
| 19 вересня | Central Fidelity Banks International Ричмонд (Вірджинія), U.S. Категорія 3 $150,000 – Килим (i) – 32S/16D Одиночний розряд – Парний розряд   | Розалін Феербенк Кенді Рейнолдс 6–7(3–7), 6–2, 6–1 | Кеті Джордан Барбара Поттер  | Барбара Поттер Венді Вайт   | Мері-Лу Деніелс Кім Сендс Бонні Гадушек Камілл Бенджамін          |
| 19 вересня | Virginia Slims of Kansas Канзас-Сіті (Канзас), U.S. Ginny Circuit – Категорія 1+ $50,000 – Тверде – 32S/16D Одиночний розряд – Парний розряд | Елізабет Смайлі 6–3, 6–1                           | Енн Мінтер                   | Сью Баркер Барбара Геркен   | Моллі Ван Ностранд Мейв Квінлан Лорі Макніл Кріс О'Ніл            |
| 19 вересня | Virginia Slims of Kansas Канзас-Сіті (Канзас), U.S. Ginny Circuit – Категорія 1+ $50,000 – Тверде – 32S/16D Одиночний розряд – Парний розряд | Сенді Коллінз Елізабет Смайлі 7–5, 7–6             | Кріс О'Ніл Brenda Remilton   | Сью Баркер Барбара Геркен   | Моллі Ван Ностранд Мейв Квінлан Лорі Макніл Кріс О'Ніл            |
| 26 вересня | US Indoors Гартфорд (Коннектикут), U.S. Категорія 3 $150,000 – Килим (i) – 32S/16D Одиночний розряд – Парний розряд                          | Kim Shaefer 6–4, 6–3                               | Сільвія Ганіка               | Венді Тернбулл Пем Шрайвер  | Карлінг Бассетт-Сегусо Розалін Феербенк Зіна Гаррісон Леслі Аллен |
| 26 вересня | US Indoors Гартфорд (Коннектикут), U.S. Категорія 3 $150,000 – Килим (i) – 32S/16D Одиночний розряд – Парний розряд                          | Біллі Джин Кінг Шерон Волш 3–6, 6–3, 6–4           | Кеті Джордан Барбара Поттер  | Венді Тернбулл Пем Шрайвер  | Карлінг Бассетт-Сегусо Розалін Феербенк Зіна Гаррісон Леслі Аллен |
| 26 вересня | Bakersfield Open Бейкерсфілд, U.S. Ginny Circuit – Категорія 1+ $50,000 – Тверде – 32S/16D Одиночний розряд – Парний розряд                  | Дженніфер Мундел 6–4, 6–1                          | Джулі Гаррінгтон             | Лорі Макніл Пілар Васкес    | Лі Антонопліс Енн Генрікссон Деббі Спенс Лена Сандін              |
| 26 вересня | Bakersfield Open Бейкерсфілд, U.S. Ginny Circuit – Категорія 1+ $50,000 – Тверде – 32S/16D Одиночний розряд – Парний розряд                  | Кайлі Коупленд Лорі Макніл 6–4, 6–3                | Енн Генрікссон Pat Medrado   | Лорі Макніл Пілар Васкес    | Лі Антонопліс Енн Генрікссон Деббі Спенс Лена Сандін              |

### Жовтень
| Тиждень   | Турнір | Чемпіонки                                   | Фіналістки                    | Півфіналістки                | Чвертьфіналістки                                             |
| --------- | --- | ------------------------------------------- | ----------------------------- | ---------------------------- | ------------------------------------------------------------ |
| 3 жовтняr | Virginia Slims of Detroit Детройт, U.S. Категорія 3 $150,000 – Килим (i) – 32S/16D Одиночний розряд – Парний розряд     | Вірджинія Рузіч 4–6, 6–4, 6–2               | Кеті Джордан                  | Шерон Волш Зіна Гаррісон     | Барбара Поттер Венді Тернбулл Гана Мандлікова Сільвія Ганіка |
| 3 жовтняr | Virginia Slims of Detroit Детройт, U.S. Категорія 3 $150,000 – Килим (i) – 32S/16D Одиночний розряд – Парний розряд     | Кеті Джордан Барбара Поттер 6–4, 6–1        | Розмарі Касалс Венді Тернбулл | Шерон Волш Зіна Гаррісон     | Барбара Поттер Венді Тернбулл Гана Мандлікова Сільвія Ганіка |
| 10 жовтня | Borden Classic Tokyo, Японія Категорія 1 $75,000 – Тверде – 32S/16D Одиночний розряд – Парний розряд                    | Ліса Бондер 6–1, 6–3                        | Лаура Аррая                   | Іноуе Ецуко Мікі Шилліг      | Шеллі Соломон Окамото Куміко Янагі Масако Тіна Мочідзукі     |
| 10 жовтня | Borden Classic Tokyo, Японія Категорія 1 $75,000 – Тверде – 32S/16D Одиночний розряд – Парний розряд                    | Кріс О'Ніл Пем Вайткросс 5–7, 7–6, 6–3      | Brenda Remilton Naoko Satō    | Іноуе Ецуко Мікі Шилліг      | Шеллі Соломон Окамото Куміко Янагі Масако Тіна Мочідзукі     |
| 10 жовтня | Florida Federal Open Тампа, U.S. Категорія 3 $150,000 – Тверде – 32S/16D Одиночний розряд – Парний розряд               | Мартіна Навратілова 6–3, 6–2                | Пем Шрайвер                   | Зіна Гаррісон Кеті Ріналді   | Бонні Гадушек Деббі Спенс Еліз Берджін Раффаелла Реджі       |
| 10 жовтня | Florida Federal Open Тампа, U.S. Категорія 3 $150,000 – Тверде – 32S/16D Одиночний розряд – Парний розряд               | Мартіна Навратілова Пем Шрайвер 6–0, 6–1    | Бонні Гадушек Венді Вайт      | Зіна Гаррісон Кеті Ріналді   | Бонні Гадушек Деббі Спенс Еліз Берджін Раффаелла Реджі       |
| 17 жовтня | Daihatsu Challenge Брайтон, Велика Британія Категорія 3 $150,000 – Килим (i) – 32S/16D Одиночний розряд – Парний розряд | Кріс Еверт 6–1, 6–1                         | Джо Дьюрі                     | Андреа Темешварі Пем Шрайвер | Катрін Танв'є Марі-Крістін Каллежа Енн Кійомура Сью Баркер   |
| 17 жовтня | Daihatsu Challenge Брайтон, Велика Британія Категорія 3 $150,000 – Килим (i) – 32S/16D Одиночний розряд – Парний розряд | Кріс Еверт Пем Шрайвер 7–5, 6–4             | Джо Дьюрі Енн Кійомура        | Андреа Темешварі Пем Шрайвер | Катрін Танв'є Марі-Крістін Каллежа Енн Кійомура Сью Баркер   |
| 17 жовтня | Відкритий чемпіонат Японії з тенісу Tokyo, Японія Категорія 1 $50,000 – Тверде – S/D Одиночний розряд – Парний розряд   | Іноуе Ецуко 6–2, 5–7, 6–1                   | Шеллі Соломон                 | Міріам Шропп Бетсі Нагелсен  | Янагі Масако Окаґава Еміко Тіна Мочідзукі Kathy O'Brien      |
| 17 жовтня | Відкритий чемпіонат Японії з тенісу Tokyo, Японія Категорія 1 $50,000 – Тверде – S/D Одиночний розряд – Парний розряд   | Кріс О'Ніл Пем Вайткросс 6–3, 7–5           | Гелена Мансет Мікі Шилліг     | Міріам Шропп Бетсі Нагелсен  | Янагі Масако Окаґава Еміко Тіна Мочідзукі Kathy O'Brien      |
| 24 жовтня | Porsche Classic Штутгарт, West Німеччина Категорія 3 $150,000 – Килим (i) – 32S/16D Одиночний розряд – Парний розряд    | Мартіна Навратілова 6–1, 6–2                | Катрін Танв'є                 | Ева Пфафф Вірджинія Рузіч    | Джо Дьюрі Андреа Темешварі Катрін Єкселл Гелена Сукова       |
| 24 жовтня | Porsche Classic Штутгарт, West Німеччина Категорія 3 $150,000 – Килим (i) – 32S/16D Одиночний розряд – Парний розряд    | Мартіна Навратілова Кенді Рейнолдс 6–2, 6–1 | Вірджинія Рузіч Катрін Танв'є | Ева Пфафф Вірджинія Рузіч    | Джо Дьюрі Андреа Темешварі Катрін Єкселл Гелена Сукова       |

### Листопад
| Тиждень      | Турнір | Чемпіонки                                          | Фіналістки                                 | Півфіналістки                 | Чвертьфіналістки                                               |
| ------------ | --- | -------------------------------------------------- | ------------------------------------------ | ----------------------------- | -------------------------------------------------------------- |
| 7 листопада  | Lynda Carter Maybelline Classic Дірфілд-Біч, U.S. Категорія 2 $125,000 – Тверде – 32S/16D Одиночний розряд – Парний розряд               | Кріс Еверт 6–0, 6–4                                | Бонні Гадушек                              | Енн Сміт Пем Кеселі           | Мішелл Торрес Кім Сендс Бет Герр Кеті Ріналді                  |
| 7 листопада  | Lynda Carter Maybelline Classic Дірфілд-Біч, U.S. Категорія 2 $125,000 – Тверде – 32S/16D Одиночний розряд – Парний розряд               | Бонні Гадушек Венді Вайт 6–1, 3–6, 6–3             | Пем Кеселі Мері-Лу Деніелс                 | Енн Сміт Пем Кеселі           | Мішелл Торрес Кім Сендс Бет Герр Кеті Ріналді                  |
| 7 листопада  | Ginny Championships Гонолулу, U.S. Ginny Circuit – Категорія 1+ $150,000 – Килим (i) – 15S/5D Одиночний розряд – Парний розряд           | Кетлін Горват 4–6, 6–2, 7–6(7–1)                   | Карлінг Бассетт-Сегусо                     | Івонн Вермак Сенді Коллінз    | Енн Гоббс Джулі Гаррінгтон Джинні Перді Елізабет Смайлі        |
| 7 листопада  | Ginny Championships Гонолулу, U.S. Ginny Circuit – Категорія 1+ $150,000 – Килим (i) – 15S/5D Одиночний розряд – Парний розряд           | Розалін Феербенк Кенді Рейнолдс 5–7, 7–5, 6–3      | Лі Антонопліс Барбара Джордан (тенісистка) | Івонн Вермак Сенді Коллінз    | Енн Гоббс Джулі Гаррінгтон Джинні Перді Елізабет Смайлі        |
| 14 листопада | National Panasonic Open Брисбен, Австралія Категорія 3 $150,000 – Трава – 56S/32D/32Q Одиночний розряд – Парний розряд                   | Пем Шрайвер 6–4, 7–5                               | Венді Тернбулл                             | Джо Дьюрі Гана Мандлікова     | Клаудія Коде-Кільш Катрін Сюїр Ева Пфафф Розалін Феербенк      |
| 14 листопада | National Panasonic Open Брисбен, Австралія Категорія 3 $150,000 – Трава – 56S/32D/32Q Одиночний розряд – Парний розряд                   | Енн Гоббс Венді Тернбулл 6–3, 6–4                  | Пем Шрайвер Шерон Волш                     | Джо Дьюрі Гана Мандлікова     | Клаудія Коде-Кільш Катрін Сюїр Ева Пфафф Розалін Феербенк      |
| 21 листопада | NSW Building Society Open Сідней, Австралія Категорія 3 $150,000 – Трава – 56S/32D Одиночний розряд – Парний розряд                      | Джо Дьюрі 6–3, 7–5                                 | Кеті Джордан                               | Елізабет Смайлі Гелена Сукова | Джиджі Фернандес Софі Ам'яш Розалін Феербенк Ева Пфафф         |
| 21 листопада | NSW Building Society Open Сідней, Австралія Категорія 3 $150,000 – Трава – 56S/32D Одиночний розряд – Парний розряд                      | Енн Гоббс Венді Тернбулл 6–4, 6–3                  | Гана Мандлікова Гелена Сукова              | Елізабет Смайлі Гелена Сукова | Джиджі Фернандес Софі Ам'яш Розалін Феербенк Ева Пфафф         |
| 28 листопада | Відкритий чемпіонат Австралії з тенісу Мельбурн, Австралія Великий шолом $500,000 – Трава – 64S/32Q/32D Одиночний розряд – Парний розряд | Мартіна Навратілова 6–2, 7–6(7–5)                  | Кеті Джордан                               | Пем Шрайвер Зіна Гаррісон     | Джо Дьюрі Карлінг Бассетт-Сегусо Венді Тернбулл Сільвія Ганіка |
| 28 листопада | Відкритий чемпіонат Австралії з тенісу Мельбурн, Австралія Великий шолом $500,000 – Трава – 64S/32Q/32D Одиночний розряд – Парний розряд | Мартіна Навратілова Пем Шрайвер 6–4, 6–7(2–7), 6–2 | Енн Гоббс Венді Тернбулл                   | Пем Шрайвер Зіна Гаррісон     | Джо Дьюрі Карлінг Бассетт-Сегусо Венді Тернбулл Сільвія Ганіка |

### Грудень
Турніри не відбувались.

### січень 1984
| Тиждень  | Турнір | Чемпіонки                                    | Фіналістки                      | Півфіналістки                    | Чвертьфіналістки                                            |
| -------- | --- | -------------------------------------------- | ------------------------------- | -------------------------------- | ----------------------------------------------------------- |
| 2 січня  | Virginia Slims of Nashville Нашвілл, U.S. Ginny Circuit – Категорія 1+ $50,000 – Тверде (i) – 32S/16D Одиночний розряд – Парний розряд                | Дженні Клітч 6–2, 6–1                        | Пем Тігуарден                   | Кетлін Каммінгс Сандра Чеккіні   | Наталі Ерреман Луча Романов Марі-Крістін Каллежа Трей Льюїс |
| 2 січня  | Virginia Slims of Nashville Нашвілл, U.S. Ginny Circuit – Категорія 1+ $50,000 – Тверде (i) – 32S/16D Одиночний розряд – Парний розряд                | Шеррі Екер Кенді Рейнолдс 5–7, 7–6, 7–6      | Мері-Лу Деніелс Пола Сміт       | Кетлін Каммінгс Сандра Чеккіні   | Наталі Ерреман Луча Романов Марі-Крістін Каллежа Трей Льюїс |
| 2 січня  | Virginia Slims of Washington Вашингтон, U.S. Категорія 3 $150,000 – Килим (i) – 32S/16D Одиночний розряд – Парний розряд                              | Гана Мандлікова 6–1, 6–1                     | Зіна Гаррісон                   | Пем Кеселі Гелена Сукова         | Ліса Бондер Кетлін Горват Бонні Гадушек Барбара Поттер      |
| 2 січня  | Virginia Slims of Washington Вашингтон, U.S. Категорія 3 $150,000 – Килим (i) – 32S/16D Одиночний розряд – Парний розряд                              | Барбара Поттер Шерон Волш 6–1, 6–7(7–9), 6–2 | Леслі Аллен Енн Вайт            | Пем Кеселі Гелена Сукова         | Ліса Бондер Кетлін Горват Бонні Гадушек Барбара Поттер      |
| 9 січня  | Virginia Slims of California Окленд (Каліфорнія), U.S. Категорія 3 $150,000 – Килим (i) – 32S/16D Одиночний розряд – Парний розряд                    | Гана Мандлікова 7–6(8–6), 3–6, 6–4           | Мартіна Навратілова             | Гелена Сукова Пем Шрайвер        | Зіна Гаррісон Ева Пфафф Беттіна Бюнге Андреа Єйгер          |
| 9 січня  | Virginia Slims of California Окленд (Каліфорнія), U.S. Категорія 3 $150,000 – Килим (i) – 32S/16D Одиночний розряд – Парний розряд                    | Мартіна Навратілова Пем Шрайвер 6–2, 6–3     | Розмарі Касалс Алісія Молтон    | Гелена Сукова Пем Шрайвер        | Зіна Гаррісон Ева Пфафф Беттіна Бюнге Андреа Єйгер          |
| 9 січня  | Virginia Slims of Pennsylvania Герші (Пенсільванія), U.S. Ginny Circuit – Категорія 1+ $50,000 – Килим (i) – 32S/16D Одиночний розряд – Парний розряд | Катаріна Ліндквіст 6–4, 6–0                  | Бет Герр                        | Камілл Бенджамін Аманда Браун    | Кетрін Кейл Лаура Аррая Енн Мінтер Мері-Лу Деніелс          |
| 9 січня  | Virginia Slims of Pennsylvania Герші (Пенсільванія), U.S. Ginny Circuit – Категорія 1+ $50,000 – Килим (i) – 32S/16D Одиночний розряд – Парний розряд | Марцела Скугерська Kateřina Böhmová 6–1, 6–3 | Енн Генрікссон Ненсі Їрджин     | Камілл Бенджамін Аманда Браун    | Кетрін Кейл Лаура Аррая Енн Мінтер Мері-Лу Деніелс          |
| 16 січня | Virginia Slims of Denver Денвер, U.S. Ginny Circuit – Категорія 1+ $50,000 – Тверде (i) – 32S/16D Одиночний розряд – Парний розряд                    | Мері-Лу Деніелс 6–1, 6–1                     | Кім Сендс                       | Софі Ам'яш Лаура Аррая           | Natascia Reva Вікі Нелсон Аманда Браун Марцела Скугерська   |
| 16 січня | Virginia Slims of Denver Денвер, U.S. Ginny Circuit – Категорія 1+ $50,000 – Тверде (i) – 32S/16D Одиночний розряд – Парний розряд                    | Марселла Мескер Енн Гоббс 6–2, 6–3           | Шеррі Екер Кенді Рейнолдс       | Софі Ам'яш Лаура Аррая           | Natascia Reva Вікі Нелсон Аманда Браун Марцела Скугерська   |
| 23 січня | Avon Cup Марко-Айленд (Флорида), U.S. Категорія 2 $100,000 – Ґрунт – 32S/16D Одиночний розряд – Парний розряд                                         | Бонні Гадушек 3–6, 6–0, 6–4                  | Кетлін Горват                   | Камілл Бенджамін Вірджинія Рузіч | Зіна Гаррісон Іванна Мадруга Пем Кеселі Лаура Аррая         |
| 23 січня | Avon Cup Марко-Айленд (Флорида), U.S. Категорія 2 $100,000 – Ґрунт – 32S/16D Одиночний розряд – Парний розряд                                         | Гана Мандлікова Гелена Сукова 6–2, 6–3       | Енн Гоббс Андреа Єйгер          | Камілл Бенджамін Вірджинія Рузіч | Зіна Гаррісон Іванна Мадруга Пем Кеселі Лаура Аррая         |
| 23 січня | Pittsburgh Open Піттсбург, U.S. Ginny Circuit – Категорія 1+ $50,000 – Килим (i) – 32S/16D Одиночний розряд – Парний розряд                           | Андреа Леанд 0–6, 6–2, 6–4                   | Паскаль Параді                  | Розалін Феербенк Пінат Луї       | Катрін Сюїр Марселла Мескер Лі Антонопліс Іноуе Ецуко       |
| 23 січня | Pittsburgh Open Піттсбург, U.S. Ginny Circuit – Категорія 1+ $50,000 – Килим (i) – 32S/16D Одиночний розряд – Парний розряд                           | Крістіан Жоліссен Марселла Мескер 6–2, 6–3   | Анна-Марія Фернандес Трей Льюїс | Розалін Феербенк Пінат Луї       | Катрін Сюїр Марселла Мескер Лі Антонопліс Іноуе Ецуко       |
| 30 січня | Virginia Slims of Houston Х'юстон, U.S. Категорія 2 $150,000 – Килим (i) – 32S/16D Одиночний розряд – Парний розряд                                   | Гана Мандлікова 6–4, 6–2                     | Мануела Малеєва                 | Венді Тернбулл Барбара Поттер    | Андреа Єйгер Зіна Гаррісон Карлінг Бассетт-Сегусо Ева Пфафф |
| 30 січня | Virginia Slims of Houston Х'юстон, U.S. Категорія 2 $150,000 – Килим (i) – 32S/16D Одиночний розряд – Парний розряд                                   | Міма Яушовець Енн Вайт 6–4, 3–6, 7–6(7–4)    | Барбара Поттер Шерон Волш       | Венді Тернбулл Барбара Поттер    | Андреа Єйгер Зіна Гаррісон Карлінг Бассетт-Сегусо Ева Пфафф |
| 30 січня | Virginia Slims of Indianapolis Індіанаполіс, U.S. Ginny Circuit – Категорія 1+ $50,000 – Килим (i) – 32S/16D Одиночний розряд – Парний розряд         | Джоанн Расселл 7–6, 6–2                      | Паскаль Параді                  | Pat Medrado Террі Голледей       | Corrinne Vanier Беверлі Моулд Сандра Чеккіні Ненсі Їрджин   |
| 30 січня | Virginia Slims of Indianapolis Індіанаполіс, U.S. Ginny Circuit – Категорія 1+ $50,000 – Килим (i) – 32S/16D Одиночний розряд – Парний розряд         | Клаудія Монтейру Івонн Вермак 6–4, 6–7, 7–5  | Беверлі Моулд Елізабет Смайлі   | Pat Medrado Террі Голледей       | Corrinne Vanier Беверлі Моулд Сандра Чеккіні Ненсі Їрджин   |

### лютий 1984
| Тиждень   | Турнір | Чемпіонки                                     | Фіналістки                 | Півфіналістки                   | Чвертьфіналістки                                                   |
| --------- | --- | --------------------------------------------- | -------------------------- | ------------------------------- | ------------------------------------------------------------------ |
| 6 лютого  | Virginia Slims of Chicago Чикаго, U.S. Категорія 2 $150,000 – Килим (i) – 32S/16D Одиночний розряд – Парний розряд   | Пем Шрайвер 7–6(7–4), 2–6, 6–3                | Барбара Поттер             | Венді Тернбулл Гелена Сукова    | Бонні Гадушек Карлінг Бассетт-Сегусо Кеті Ріналді Марселла Мескер  |
| 6 лютого  | Virginia Slims of Chicago Чикаго, U.S. Категорія 2 $150,000 – Килим (i) – 32S/16D Одиночний розряд – Парний розряд   | Біллі Джин Кінг Шерон Волш 5–7, 6–3, 6–3      | Барбара Поттер Пем Шрайвер | Венді Тернбулл Гелена Сукова    | Бонні Гадушек Карлінг Бассетт-Сегусо Кеті Ріналді Марселла Мескер  |
| 20 лютого | US Indoors Лівінгстон (Нью-Джерсі), U.S. Категорія 2 $150,000 – Килим (i) – 32S/16D Одиночний розряд – Парний розряд | Мартіна Навратілова 6–2, 7–6                  | Кріс Еверт                 | Марселла Мескер Мануела Малеєва | Пем Кеселі Джо Дьюрі Бонні Гадушек Сільвія Ганіка                  |
| 20 лютого | US Indoors Лівінгстон (Нью-Джерсі), U.S. Категорія 2 $150,000 – Килим (i) – 32S/16D Одиночний розряд – Парний розряд | Мартіна Навратілова Пем Шрайвер 5–7, 6–3, 6–3 | Джо Дьюрі Енн Кійомура     | Марселла Мескер Мануела Малеєва | Пем Кеселі Джо Дьюрі Бонні Гадушек Сільвія Ганіка                  |
| 27 лютого | Virginia Slims Championships New York City, NY, U.S. $500,000 – Килим (i) – 16S/8D Одиночний розряд – Парний розряд  | Мартіна Навратілова 6–3, 7–5, 6–1             | Кріс Еверт                 | Пем Шрайвер Барбара Поттер      | Карлінг Бассетт-Сегусо Гана Мандлікова Кетлін Горват Гелена Сукова |
| 27 лютого | Virginia Slims Championships New York City, NY, U.S. $500,000 – Килим (i) – 16S/8D Одиночний розряд – Парний розряд  | Мартіна Навратілова Пем Шрайвер 6–3, 6–1      | Джо Дьюрі Енн Кійомура     | Пем Шрайвер Барбара Поттер      | Карлінг Бассетт-Сегусо Гана Мандлікова Кетлін Горват Гелена Сукова |

## Рейтинги

### Одиночний розряд
Рейтинги на кінець року (5 грудня 1983):
| Одиночний розряд, WTA | Одиночний розряд, WTA        | Одиночний розряд, WTA | Одиночний розряд, WTA | Одиночний розряд, WTA |
| --------------------- | ---------------------------- | --------------------- | --------------------- | --------------------- |
| Позиція               | Гравчиня                     | Пункти                | 1986                  | Зміна                 |
| 1                     | Мартіна Навратілова (TCH)    | 19.606                | 1                     | =                     |
| 2                     | Кріс Еверт (USA)             | 17.768                | 2                     | =                     |
| 3                     | Андреа Єйгер (USA)           | 11.558                | 3                     | =                     |
| 4                     | Трейсі Остін (USA)           | 10.233                | 4                     | =                     |
| 5                     | Пем Шрайвер (USA)            | 10.094                | 6                     | +1                    |
| 6                     | Сільвія Ганіка (FRG)         | 10.088                | 10                    | +4                    |
| 7                     | Венді Тернбулл (AUS)         | 9.459                 | 5                     | -2                    |
| 8                     | Джо Дьюрі (GBR)              | 9.287                 | 28                    | +20                   |
| 9                     | Гана Мандлікова (TCH)        | 8.965                 | 7                     | -2                    |
| 10                    | Андреа Темешварі (HUN)       | 8.907                 | 33                    | +23                   |
| 11                    | Беттіна Бюнге (FRG)          | 8.858                 | 9                     | -2                    |
| 12                    | Зіна Гаррісон (USA)          | 8.576                 | 16                    | NR                    |
| 13                    | Кеті Джордан (USA)           | 7.153                 | 21                    | +8                    |
| 14                    | Кеті Ріналді (USA)           | 6.711                 | 15                    | +1                    |
| 15                    | Кетлін Горват (USA)          | 6.511                 | 49                    | +34                   |
| 16                    | Гелена Сукова (TCH)          | 6.393                 | 25                    | +9                    |
| 17                    | Іванна Мадруга (ARG)         | 6.146                 | 34                    | +17                   |
| 18                    | Бонні Гадушек (USA)          | 6.137                 | 18                    | =                     |
| 19                    | Вірджинія Рузіч (ROU)        | 6.123                 | 11                    | -8                    |
| 20                    | Карлінг Бассетт-Сегусо (CAN) | 5.110                 | NR                    | NR                    |

| Позиція | Гравчиня                     | Пункти |
| 1       | Мартіна Навратілова (TCH)    | 4,610  |
| 2       | Кріс Еверт (USA)             | 2,574  |
| 3       | Гана Мандлікова (TCH)        | 2,310  |
| 4       | Пем Шрайвер (USA)            | 2,130  |
| 5       | Андреа Єйгер (USA)           | 1,910  |
| 6       | Венді Тернбулл (AUS)         | 1,850  |
| 7       | Джо Дьюрі (GBR)              | 1,800  |
| 8       | Сільвія Ганіка (FRG)         | 1,795  |
| 9       | Зіна Гаррісон (USA)          | 1,635  |
| 10      | Кеті Джордан (USA)           | 1,534  |
| 11      | Барбара Поттер (USA)         | 1,510  |
| 12      | Андреа Темешварі (HUN)       | 1,455  |
| 13      | Карлінг Бассетт-Сегусо (CAN) | 1,439  |
| 14      | Гелена Сукова (TCH)          | 1,409  |
| 15      | Кетлін Горват (USA)          | 1,398  |
| 16      | Вірджинія Рузіч (ROU)        | 1,340  |
| 17      | Ева Пфафф (FRG)              | 1,190  |
| 18      | Івонн Вермак (RSA)           | 1,150  |
| 19      | Бонні Гадушек (USA)          | 1,145  |
| 20      | Кеті Ріналді (USA)           | 1,145  |

## Пунктація
| Категорія     | Категорія        | W   | F   | ПФ  | ЧФ  | R16 | R32 | R64 | R128 |
| Великий шолом | Одиночний розряд | 400 | 250 | 200 | 150 | 100 | 50  | 25  | 15   |
| Великий шолом | Парний розряд    | 150 | 120 | 90  | 75  | 50  | 32  | 15  | –    |
| Чемпіонат WTA | Одиночний розряд | 400 | 250 | 200 | 150 | 100 | –   | –   | –    |
| Категорія 4   | Одиночний розряд | 250 | 150 | 130 | 100 | 65  | 30  | 15  | 10   |
| Категорія 4   | Парний розряд    | 115 | 90  | 70  | 50  | 35  | 22  | 8   | –    |
| Категорія 3   | Одиночний розряд | 200 | 110 | 90  | 60  | 35  | 20  | 10  | 5    |
| Категорія 3   | Парний розряд    | 80  | 60  | 45  | 30  | 17  | 8   | –   |      |
| Категорія 2   | Одиночний розряд | 100 | 70  | 50  | 25  | 15  | 9   | 5   | 2    |
| Категорія 2   | Парний розряд    | 60  | 40  | 30  | 20  | 10  | 4   | –   | –    |
| Категорія 1+  | Одиночний розряд | 85  | 65  | 45  | 23  | 13  | 5   | –   | –    |
| Категорія 1+  | Парний розряд    | 45  | 35  | 25  | 16  | 8   | –   | –   | –    |
| Категорія 1   | Одиночний розряд | 75  | 50  | 30  | 15  | 8   | –   | –   | –    |
| Категорія 1   | Парний розряд    | 38  | 28  | 17  | 8   | 4   | –   | –   | –    |

## Статистика

### Титули здобуті тенісистками
| Всього титулів | Гравчиня                     | Турніри Великого шолома | Турніри Великого шолома | Турніри Великого шолома | Чемпіонат WTA    | Чемпіонат WTA | Інші турніри     | Інші турніри  | Всі титули       | Всі титули    | Всі титули |
| Всього титулів | Гравчиня                     | Одиночний розряд        | Парний розряд           | Мікст                   | Одиночний розряд | Парний розряд | Одиночний розряд | Парний розряд | Одиночний розряд | Парний розряд | Мікст      |
| -------------- | ---------------------------- | ----------------------- | ----------------------- | ----------------------- | ---------------- | ------------- | ---------------- | ------------- | ---------------- | ------------- | ---------- |
| 29             | Мартіна Навратілова          | 3                       | 3                       |                         | 1                | 1             | 12               | 9             | 16               | 13            |            |
| 15             | Пем Шрайвер                  |                         | 3                       |                         |                  | 1             | 2                | 9             | 2                | 13            |            |
| 8              | Кенді Рейнолдс               |                         | 1                       |                         |                  |               |                  | 7             |                  | 8             |            |
| 7              | Кріс Еверт                   | 1                       |                         |                         |                  |               | 5                | 1             | 6                | 1             |            |
| 7              | Шерон Волш                   |                         |                         |                         |                  |               |                  | 7             |                  | 7             |            |
| 6              | Розалін Феербенк             |                         | 1                       |                         |                  |               | 1                | 4             | 1                | 5             |            |
| 5              | Біллі Джин Кінг              |                         |                         |                         |                  |               | 1                | 4             | 1                | 4             |            |
| 5              | Джо Дьюрі                    |                         |                         |                         |                  |               | 2                | 3             | 2                | 4             |            |
| 5              | Енн Гоббс                    |                         |                         |                         |                  |               | 1                | 4             | 1                | 4             |            |
| 4              | Елізабет Смайлі              |                         |                         | 1                       |                  |               | 1                | 2             | 1                | 2             | 1          |
| 4              | Івонн Вермак                 |                         |                         |                         |                  |               | 2                | 2             | 2                | 2             |            |
| 4              | Венді Тернбулл               |                         |                         | 1                       |                  |               | 1                | 2             | 1                | 2             | 1          |
| 3              | Барбара Джордан (тенісистка) |                         |                         | 1                       |                  |               |                  | 2             |                  | 2             | 1          |
| 3              | Андреа Темешварі             |                         |                         |                         |                  |               | 3                |               | 3                |               |            |
| 3              | Кетлін Горват                |                         |                         |                         |                  |               | 2                | 1             | 2                | 1             |            |
| 3              | Алісія Молтон                |                         |                         |                         |                  |               | 2                | 1             | 2                | 1             |            |
| 3              | Беттіна Бюнге                |                         |                         |                         |                  |               | 1                | 2             | 1                | 2             |            |
| 3              | Андреа Єйгер                 |                         |                         |                         |                  |               | 1                | 2             | 1                | 2             |            |
| 3              | Вірджинія Рузіч              |                         |                         |                         |                  |               | 1                | 2             | 1                | 2             |            |
| 3              | Пем Вайткросс                |                         |                         |                         |                  |               |                  | 3             |                  | 3             |            |
| 2              | Lisa Bonder-Kreiss           |                         |                         |                         |                  |               | 2                |               | 2                |               |            |
| 2              | Лі Антонопліс                |                         |                         |                         |                  |               |                  | 2             |                  | 2             |            |
| 2              | Кеті Джордан                 |                         |                         |                         |                  |               |                  | 2             |                  | 2             |            |
| 2              | Енн Кійомура                 |                         |                         |                         |                  |               |                  | 2             |                  | 2             |            |
| 2              | Клаудія Коде-Кільш           |                         |                         |                         |                  |               |                  | 2             |                  | 2             |            |
| 2              | Кріс О'Ніл                   |                         |                         |                         |                  |               |                  | 2             |                  | 2             |            |
| 2              | Ева Пфафф                    |                         |                         |                         |                  |               |                  | 2             |                  | 2             |            |
| 2              | Барбара Поттер               |                         |                         |                         |                  |               |                  | 2             |                  | 2             |            |
| 1              | Іноуе Ецуко                  |                         |                         |                         |                  |               | 1                |               | 1                |               |            |
| 1              | Беверлі Моулд                |                         |                         |                         |                  |               | 1                |               | 1                |               |            |
| 1              | Jennifer Mundel-Reinbold     |                         |                         |                         |                  |               | 1                |               | 1                |               |            |
| 1              | Паскаль Параді               |                         |                         |                         |                  |               | 1                |               | 1                |               |            |
| 1              | Джинні Перді                 |                         |                         |                         |                  |               | 1                |               | 1                |               |            |
| 1              | Kim Shaefer                  |                         |                         |                         |                  |               | 1                |               | 1                |               |            |
| 1              | Катрін Танв'є                |                         |                         |                         |                  |               | 1                |               | 1                |               |            |
| 1              | Карлінг Бассетт-Сегусо       |                         |                         |                         |                  |               |                  | 1             |                  | 1             |            |
| 1              | Сенді Коллінз                |                         |                         |                         |                  |               |                  | 1             |                  | 1             |            |
| 1              | Кайлі Коупленд               |                         |                         |                         |                  |               |                  | 1             |                  | 1             |            |
| 1              | Мері-Лу Деніелс              |                         |                         |                         |                  |               |                  | 1             |                  | 1             |            |
| 1              | Бонні Гадушек                |                         |                         |                         |                  |               |                  | 1             |                  | 1             |            |
| 1              | Крістіан Жоліссен            |                         |                         |                         |                  |               |                  | 1             |                  | 1             |            |
| 1              | Лорі Макніл                  |                         |                         |                         |                  |               |                  | 1             |                  | 1             |            |
| 1              | Марселла Мескер              |                         |                         |                         |                  |               |                  | 1             |                  | 1             |            |
| 1              | Клаудія Монтейру             |                         |                         |                         |                  |               |                  | 1             |                  | 1             |            |
| 1              | Chris Newton                 |                         |                         |                         |                  |               |                  | 1             |                  | 1             |            |
| 1              | Енн Сміт                     |                         |                         |                         |                  |               |                  | 1             |                  | 1             |            |
| 1              | Пола Сміт                    |                         |                         |                         |                  |               |                  | 1             |                  | 1             |            |
| 1              | Вірджинія Вейд               |                         |                         |                         |                  |               |                  | 1             |                  | 1             |            |
| 1              | Венді Вайт                   |                         |                         |                         |                  |               |                  | 1             |                  | 1             |            |

### Титули за країнами
| Всього титулів | Країна                             | Турніри Великого шолома | Турніри Великого шолома | Турніри Великого шолома | Чемпіонат WTA    | Чемпіонат WTA | Інші турніри     | Інші турніри  | Всі титули       | Всі титули    | Всі титули |
| Всього титулів | Країна                             | Одиночний розряд        | Парний розряд           | Мікст                   | Одиночний розряд | Парний розряд | Одиночний розряд | Парний розряд | Одиночний розряд | Парний розряд | Мікст      |
| -------------- | ---------------------------------- | ----------------------- | ----------------------- | ----------------------- | ---------------- | ------------- | ---------------- | ------------- | ---------------- | ------------- | ---------- |
| 74             | США ·                              | 4                       | 4                       | 1                       | 1                | 1             | 29               | 34            | 34               | 39            | 1          |
| 12             | Південно-Африканська Республіка    |                         | 1                       |                         |                  |               | 5                | 6             | 5                | 7             |            |
| 11             | Австралія ·                        |                         |                         | 2                       |                  |               | 2                | 7             | 2                | 7             | 2          |
| 10             | Велика Британія ·                  |                         |                         |                         |                  |               | 3                | 7             | 3                | 7             |            |
| 4              | Німеччина                          |                         |                         |                         |                  |               | 1                | 3             | 1                | 3             |            |
| 3              | Угорщина                           |                         |                         |                         |                  |               | 3                |               | 3                |               |            |
| 3              | Румунія                            |                         |                         |                         |                  |               | 1                | 2             | 1                | 2             |            |
| 2              | Франція ·                          |                         |                         |                         |                  |               | 2                |               | 2                |               |            |
| 1              | Бразилія ·                         |                         |                         |                         |                  |               |                  | 1             |                  | 1             |            |
| 1              | Канада ·                           |                         |                         |                         |                  |               |                  | 1             |                  | 1             |            |
| 1              | Японія ·                           |                         |                         |                         |                  |               | 1                |               | 1                |               |            |
| 1              | Нова Зеландія ·                    |                         |                         |                         |                  |               |                  | 1             |                  | 1             |            |
| 1              | Нідерландські Антильські острови · |                         |                         |                         |                  |               |                  | 1             |                  | 1             |            |
| 1              | Швейцарія ·                        |                         |                         |                         |                  |               |                  | 1             |                  | 1             |            |

## Завершили кар'єру
- Енн Сміт[5]
- Біллі Джин Кінг
- Івонн Гулагонг-Коулі
- Таня Гартфорд